# Zwaan (dansprijs)
De Zwaan is een dansprijs die sinds 2003 wordt uitgegeven door de Vereniging van Schouwburg- en Concertgebouwdirecties (VSCD). Jaarlijks op het Gala van de Nederlandse dans in oktober, tijdens de Nederlandse Dansdagen, worden de prijzen uitgereikt. De uitgereikte Zwaan is een bronzen beeld gemaakt door choreograaf en beeldend kunstenaar Toer van Schayk.
In de periode 1983–2002 werd deze prijs uitgereikt onder de naam Theaterdansprijs.

## Categorieën

### Periode 1983–2002
In 1983 ging de uitreiking van start met twee prijzen voor de beste dansers:
- Gouden Theaterdansprijs
- Zilveren Theaterdansprijs

In 1985 werd daaraan toegevoegd voor de beste choreograaf:
- Choreografieprijs

In 1994 werd daaraan toegevoegd voor de beste producent:
- Lucas Hoving Productieprijs

### Periode 2003–heden
In de nieuwe vorm (de Zwaan) kent de prijs de volgende categorieën:
- een prestatieprijs: de Zwaan voor de meest indrukwekkende podiumprestatie in het afgelopen seizoen
- een productieprijs: de Zwaan voor de meest indrukwekkende dansproductie in het afgelopen seizoen
- een loopbaanprijs: de Gouden Zwaan
- in de periode 2017–2021 ook een tweetal stimuleringsprijzen: de Prijs van de Nederlandse Dansdagen Maastricht en Prijs van de Nederlandse Dansdagen Jong Publiek
- sinds 2022 zijn de NDD-prijzen vervangen door twee Jonge zwanen, een voor de meest indrukwekkende jeugddansprestatie en een voor de meest indrukwekkende jeugddansproductie.

## Prijswinnaars
| Jaar   | Gouden Theaterdansprijs | Zilveren Theaterdansprijs | Choreografieprijs       | Lucas Hoving Productieprijs                |
| ------ | ----------------------- | ------------------------- | ----------------------- | ------------------------------------------ |
| 1983   | Alexandra Radius        | Ton Lutgerink             | –                       | –                                          |
| 1984   | Clint Farha             | Julyen Hamilton           | –                       | –                                          |
| 1985   | Pauline Daniëls         | Mirjam Diderich           | Hans van Manen          | –                                          |
| 1986   | Coleen Davis            | Anne Affourtit            | Jiří Kylián             | –                                          |
| 1987   | Nacho Duato             | Meir Germanovitch Knopper | Toer van Schayk         | –                                          |
| 1988a  | Joke Zijlstra           | Marijke Schulte           | Krisztina de Châtel     | –                                          |
| 1988b  | Han Ebbelaar            | Cathérine Allard          | Rudi van Dantzig        | –                                          |
| 1989*  | Truus Bronkhorst        | Oerm Matern               | Ed Wubbe                | –                                          |
| 1990   | Alan Land               | Maren Timm                | Ton Simons              | –                                          |
| 1990   | Alan Land               | Maren Timm                | Ton Simons              | –                                          |
| 1991   | –                       | Ana Teixidó               | Hans van Manen          | –                                          |
| 1992   | Fiona Lummis            | John Taylor               | Beppie Blankert         | –                                          |
| 1993   | Rachel Beaujean         | Tim Persent               | Jiří Kylián (geweigerd) | –                                          |
| 1994   | Jeanette Vondersaar     | Cathy Dekker              | Arnold Goores           | Paul Lightfoot                             |
| 1995   | Marieke Simons          | Caroline Harder           | –                       | Andrea Leine en Harijono Roebana           |
| 1996   | Jeanne Solan            | Marcelo Evelin            | Piet Rogie              | Karin Post                                 |
| 1997   | Valerie Valentine       | Elke Schepers             | –                       | Andrea Böll, Andreas Denk en Klaus Jürgens |
| 1998   | Sabine Kupferberg       | Regina van Berkel         | Arthur Rosenfeld        | Thom Stuart                                |
| 1999   | Janine Dijkmeijer       | Dylan Newcomb             | –                       | Joaquim Sabaté                             |
| 2000   | Megumi Nakamura         | Shintaro Oue              | Hans Tuerlings          | Anouk van Dijk                             |
| 2001   | Francis Sinceretti      | Iris Reyes                | –                       | Johan Inger                                |
| 2002** | Paul Lightfoot          | Ederson Rodrigues Xavier  | Itzik Galili            | Dylan Newcomb                              |

* In 1989 werd (op dat moment eenmalig) een oeuvreprijs toegekend aan Alexandra Radius en Han Ebbelaar, vanwege het tienjarig bestaan van de door hen in 1979 opgerichte Stichting Dansersfonds '79, die zich bezighoudt met de toekomst van dansers na hun actieve danscarrière.

** In 2002 werd een oeuvreprijs toegekend aan Jiří Kylián.
| Jaar | Prestatieprijs                               | Productieprijs                                                    | Gouden Zwaan                                 | Prijs van de Nederlandse Dansdagen Maastricht | Prijs van de Nederlandse Dansdagen Jong Publiek | VSCD Oeuvreprijs |
| ---- | -------------------------------------------- | ----------------------------------------------------------------- | -------------------------------------------- | --------------------------------------------- | ----------------------------------------------- | ---------------- |
| 2003 | Linhares Junior                              | Shutters Shut en Subject to Change van Nederlands Dans Theater    | Sofiane Sylve                                |                                               |                                                 | Rudi van Dantzig |
| 2004 | Jens van Daele                               | Four for Nothing van Amanda Miller (Scapino Ballet)               | Tim Persent                                  |                                               |                                                 |                  |
| 2005 | Parvaneh Scharafali                          | Bacon van Nanine Linning                                          | Massimo Molinari                             |                                               |                                                 |                  |
| 2006 | Tadayoshi Kokeguchi                          | Shoot the Moon van Paul Lightfoot en Sol León                     | –                                            |                                               |                                                 |                  |
| 2007 | Michele Jimenez                              | HELL van Emio Greco en Pieter C. Scholten                         | Caroline Harder                              |                                               |                                                 |                  |
| 2008 | Roger Van der Poel                           | Co(te)lette van Ann Van den Broek                                 | Michael Schumacher                           |                                               |                                                 |                  |
| 2009 | Cédric Ygnace                                | Gods and Dogs van Nederlands Dans Theater                         | Shirley Esseboom                             |                                               |                                                 |                  |
| 2010 | Heather Ware                                 | Mourning van Internationaal Danstheater                           | Krisztina de Châtel                          |                                               |                                                 |                  |
| 2011 | Jurgita Dronina                              | TRIP en masse van Dansgroep Amsterdam                             | Ton Lutgerink                                |                                               |                                                 |                  |
| 2012 | Matthew Golding                              | Rocco van ICKamsterdam                                            | Anouk van Dijk                               |                                               |                                                 |                  |
| 2013 | Medhi Walerski                               | Midnight Rising van Club Guy & Roni                               | Bonnie Doets                                 |                                               |                                                 |                  |
| 2014 | Igor Podsiadly                               | Romance uit het programma Dutch Doubles van Het Nationale Ballet  | Larisa Lezjnina                              |                                               |                                                 |                  |
| 2015 | Jorge Nozal                                  | The Black Piece van Ann Van den Broek                             | Roel Voorintholt                             |                                               |                                                 |                  |
| 2016 | Anna Tsygankova                              | The Lost Room van het NDT, choreograaf Franck Chartier            | Igone de Jongh                               |                                               |                                                 |                  |
| 2017 | Imre van Opstal                              | Midnight Raga van het NDT, choreograaf Marco Goecke               | Ed Wubbe                                     | Shailesh Bahoran                              | Gaia Gonnelli                                   | Hans van Manen   |
| 2018 | Guido Dutilh                                 | We are nowhere else but here van de Stephen Shropshire Foundation |                                              | Dunja Jocić                                   | Breakdance-collectief 155 (eenvijfvijf)         |                  |
| 2019 | Redouan Ait Chitt                            | The Way You Sound Tonight van Arno Schuitemaker                   | Conny Janssen                                | Connor Schumacher                             | Cecilia Moisio                                  |                  |
| 2020 | geen Zwaan-prijzen, wegens de coronapandemie | geen Zwaan-prijzen, wegens de coronapandemie                      | geen Zwaan-prijzen, wegens de coronapandemie | Roshanak Morrowatian                          | Anne-Beth Schuurmans                            |                  |
| 2021 | Chloé Albaret                                | De panter van Dunja Jocić                                         | Emio Greco en Pieter C. Scholten             | Dalton Jansen                                 | Honey Eavis                                     |                  |

| Jaar | Prestatieprijs                          | Productieprijs                                          | Gouden Zwaan  | Jonge zwanen                       | Jonge zwanen                                                         | Innovatieprijs Nederlandse Dansdagen Maastricht |
| Jaar | Prestatieprijs                          | Productieprijs                                          | Gouden Zwaan  | Jeugdprestatieprijs                | Jeugdproductieprijs                                                  | Innovatieprijs Nederlandse Dansdagen Maastricht |
| ---- | --------------------------------------- | ------------------------------------------------------- | ------------- | ---------------------------------- | -------------------------------------------------------------------- | ----------------------------------------------- |
| 2022 | Young Gyu Choi in 7e Symphonie          | Figures in Extinction [1.0] van Nederlands Dans Theater | Lloyd Marengo | Dietrich Pott in B-Boy XL          | Birds van Dalton Jansen                                              | Simon Bus                                       |
| 2023 | Giorgi Potskhishvili in De Groene Tafel | Avatāra van Duda Paiva Company                          |               | Yeli Beurskens in Hold Your Horses | Als het anders loopt van Het Houten Huis / plan d- / Club Guy & Roni | Junadry Leocaria                                |
| 2024 | Kalin Morrow in The Previous Owner      | Rhythm & Flow van ISH Dance Collective                  |               | Winter Wieringa in Hoop!           | Op een onbewoond van MAN \|\| CO                                     | Anne Suurendonk                                 |

## Bron
- Winnaars en genomineerden VSCD Dansprijzen